# شکارگیر ریز
شکارگیر ریز (نام علمی: Austrogomphus pusillus) نام یک گونه از سرده شکارگیرها است.